# Scena mitologica con prigionieri inginocchiati davanti alla regina
Una scena mitologica con prigionieri inginocchiati davanti alla regina è un dipinto (54x64 cm) firmato G.Hoet in basso a destra, realizzato dal pittore olandese Gerard Hoet.
In quest'opera realizzata con uno stile elegante e classico, alcuni prigionieri si stanno presentando al cospetto di una regina e della sua corte. Uno dei prigionieri sta offrendo doni alla regina, presentando una brocca con la mano destra mentre con la sinistra estrae alcuni oggetti da un sacco, che riluce d'oro.
Il punto focale del dipinto è rappresentato proprio dall'interazione tra la regina e la sua corte incuriositi dalla profusione di doni ed il prigioniero che, nervoso, tenta di arguire la reazione della sovrana.
La scena, avvolta dalla luce del crepuscolo, si svolge all'aperto, ma all'interno di un recinto davanti al palazzo reale. Le mura e gli edifici di stampo classico quasi impediscono la vista di quanto si trova all'esterno: solo attraverso uno spiraglio si intravede il paesaggio naturale in lontananza. Questa è l'usuale ambientazione che Hoet dà ai soggetti mitologici che frequentemente rappresenta.
Questo dipinto mostra parecchi dei temi propri della pittura di Hoet. Anche nel Banchetto di Cleopatra, la figura principale è la regina, che ostentando indifferenza per la ricchezza, pone nella coppa una perla di grande valore, pur sapendo che si scioglierà nel vino. Una situazione che ricorda il modo altezzoso in cui la regina e la sua corte si pongono davanti al sacco pieno di oggetti d'oro offerti dal prigioniero. Anche Cleopatra offre doni, come pure Marcantonio si presenta a lei con Cipro, Fenicia, Celesiria e parte dell'Arabia.
La realizzazione della  scena mitologica con prigionieri inginocchiati davanti alla regina si basa sul contrasto: dalla parte destra la regina e le sue cortigiane in abiti eleganti e dai colori vivaci sono illuminate dalla luce crepuscolare, alla sinistra i prigionieri a torso nudo ed i guardiani nella loro lucida armatura sono in ombra. Questo tema dei contrasti è presente anche in altre opere di Hoet, come il Vertumno e Pomona, in cui il dio romano Vertumno seduce con l'inganno la dea Pomona giovane e bella , prendendo le sembianze di una vecchia macilenta.